# Елоховская площадь
Ело́ховская пло́щадь — площадь в Центральном административном округе Москвы. Названа по находившимся в этой местности Елоховской дворцовой слободе и селу Елохово.
С 1918 по 1928 год называлась Баумановская площадь, с 1928 по 1992 годы — Бауманская площадь, в честь революционера Николая Баумана, убитого 18 октября 1905 года в окрестностях Елоховской площади; памятник ему стоит в сквере близ площади.
Непосредственно на площади стоит колокольня (притвор) Богоявленского кафедрального собора, хотя адрес последнего зарегистрирован по Спартаковской улице.
В 2022 году площадь реконструирована, расширены тротуары прилегающих к ней улиц, пешеходная зона сквера, построен островок безопасности.

## Общественный транспорт
- Станция метро  Бауманская.
- Автобусы м3, м3к, 40, т22, т88, н3.
- Троллейбус Т.